# Meillers
 Meillers  là một xã ở tỉnh Allier thuộc miền trung nước Pháp.